# Lijst van horrorregisseurs
Dit is een incomplete lijst van filmregisseurs die zich onderscheiden of onderscheiden hebben met horrorproducties:
- Dario Argento - (onder andere Suspiria)
- Clive Barker - (onder andere Hellraiser)
- John Carpenter - (onder andere Halloween)
- Larry Cohen - (onder andere It's Alive)
- Roger Corman - (onder andere The Wasp Woman)
- Don Coscarelli - (onder andere Phantasm)
- Wes Craven - (onder andere A Nightmare on Elm Street)
- Sean S. Cunningham - (onder andere Friday the 13th)
- Lucio Fulci - (onder andere Don't Torture a Duckling)
- Mick Garris - (onder meer verschillende Stephen King-verfilmingen)
- Stuart Gordon - (onder andere Re-Animator)
- Tom Holland - (onder andere Child's Play)
- Tobe Hooper - (onder andere The Texas Chain Saw Massacre)
- William Malone - (onder andere House on Haunted Hill)
- Takashi Miike - (onder andere Ôdishon)
- Hideo Nakata - (onder andere Ringu)
- Sam Raimi - (onder andere The Evil Dead)
- George A. Romero - (onder andere Night of the Living Dead)
- Eli Roth - (onder andere Hostel)
- Takashi Shimizu - (onder andere Ju-on)
- James Wan - (onder andere Saw en Insidious)
- Rob Zombie - (onder andere House of 1000 Corpses)